# كولومبيا (ملابس)
شركة كولومبيا سبورتسوير (بالإنجليزية: Columbia Sportswear) شركة أمريكية متخصصة في صناعة وتوزيع الملابس الخارجية، الملابس الرياضية، الأحذية، بالإضافة إلى القبعات، معدات التخييم، ملابس التزلج، وإكسسوارات الملابس الخارجية .
تأسست الشركة في عام 1938 على يد بول لامفورم، والد جيرت بويل. يقع مقر الشركة في سيدار ميل في مقاطعة واشنطن.
نمت مبيعات كولومبيا بسرعة بفضل ستراتها التي تتميز بنسيج مقاوم للماء يسمح بمرور الهواء.

## تاريخ
شركة كولومبيا سبورتسوير تأسست على يد رجل الأعمال اليهودي بول لامفورم (1888–1964) الذي كان أصله من مدينة أوغسبورغ في المانيا.
هرب والدا غيرت بويل، بول وماري لامفورم، من ألمانيا في عام 1937 واشتروا فورًا شركة لتوزيع القبعات في بورتلاند. أصبحت الشركة تُعرف باسم "شركة كولومبيا للقبعات"، وسميت على اسم نهر كولومبيا القريب. في عام 1948، تزوجت جيرت من نيل بويل، الذي أصبح رئيسًا للشركة. أدت الإحباطات المتعلقة بالموردين إلى قرار العائلة ببدء تصنيع منتجاتهم الخاصة، وتغير اسم الشركة من "شركة كولومبيا للقبعات" إلى "شركة كولومبيا سبورتسوير" في عام 1960.